# Kevin Burness
Kevin Burness (* 17. November 1965 in Newtownards) ist ein nordirischer Dartspieler.

## Karriere
Seine Karriere begann Burness bei der BDO, 2007 konnte er sich das erste Mal für das World Masters qualifizieren. Seinen zweiten Auftritt bei diesem Turnier hatte er, 2012 dabei gelang ihm u. a. ein 3:2-Sieg über Wayne Warren. 2013 gelang ihm dann beim Herreneinzel des WDF World Cups u. a. mit Siegen über Seigo Asada  (4:0) und Larry Butler (4:3) der Einzug ins Viertelfinale, wo er dann mit 3:5 gegen Tony O’Shea verlor. 2013, 2014, 2015, 2016 und 2017 gelang ihm wieder die Qualifikation für die World Masters.
2018 gelang Burness' der Gewinn einer Tour Card über die Q-School, womit er sich für die Profitour (PDC Pro Tour) qualifizieren konnte. Im selben Jahr gelang ihm auch durch einen 6:3-Finalsieg über Mick McGowan beim Tom Kirby Memorial Irish Matchplay die erstmalige Qualifikation für eine PDC-Weltmeisterschaft. Bei der PDC World Darts Championship 2019 schlug er in der ersten Runde Paul Nicholson mit 3:0 in Sätzen, in Runde 2 schied er mit einer 1:3-Niederlage gegen Gary Anderson aus.
2019 debütierte er bei den UK Open, bei welchen er in der Runde der letzten 128 an Scott Taylor scheiterte. Im selben Jahr debütierte er bei den Danish Darts Open auf der European Tour und konnte in Runde 1 Glen Durrant mit 6:5 bezwingen, scheiterte dann aber mit 1:6 an Joe Cullen. Er konnte sich danach zum zweiten Mal in Folge für eine PDC-WM qualifizieren, er schied aber bei der PDC World Darts Championship 2020 gleich in Runde 1 mit 1:3 gegen Jelle Klaasen aus. Gesammelt reichten seine Ergebnisse nicht zur Verteidigung seiner Tour Card aus, womit er wieder in die Q-School musste. Dabei gelang ihm in den Jahren 2020 und 2021 kein ausreichender Erfolg zur Wiedererlangung einer Tour Card. Somit startete er 2022 erneut bei der Q-School. Hierbei gelang ihm der Einzug in die Final Stage, wo er letztlich auch die Tour Card zurückgewinnen konnte.
Bei den UK Open 2022 schied Burness bereits in der ersten Runde gegen Graham Hall aus. Bei den Players Championships 2022 blieben die Erfolge für Burness aus. Er qualifizierte sich aber für die European Darts Open 2022, wo er sein erstes Spiel gegen Daryl Gurney knapp mit 5:6 verlor. Auch bei den Dutch Darts Championship war Burness dabei. Allerdings ging es auch hier nur bis zur Ersten Runde, wo man 1:6 gegen Ross Smith. Weitere Qualifikationen blieben aus.
Zumindest durch diese zwei European Tour-Teilnahmen durfte Burness bei den UK Open 2023 in der zweiten Runde starten. Er schied jedoch direkt gegen Nathan Rafferty mit 2:6 aus. Bei den Players Championships 2023 gewann Burness insgesamt acht Spiele und erreichte so zweimal die dritte Runde. Das reichte bei weitem nicht aus, um zum Ende des Jahres die Zwei-Jahres-Tourkarte zu behalten.
Bei der Q-School 2024 durfte Burness als ehemaliger Tour Card-Holder in der Final Stage starten. Mit nur einem Punkt in der Rangliste verfehlte er das Ziel Tour Card-Gewinn aber deutlich. In der darauffolgenden Challenge Tour-Saison spielte sich Burness insgesamt zweimal ins Halbfinale, war sonst jedoch wenig erfolgreich. Außerdem war er erstmals auf der World Seniors Darts Tour vertreten, wo er ein Halbfinale erreichte.
Bei der Q-School 2025 erspielte sich Burness mit vier Punkten für die Rangliste die Teilnahme an der Final Stage. Er blieb dort aber an allen vier Tagen ohne Sieg und somit auch ohne Tour Card zurück.

## Weltmeisterschaftsresultate

### PDC
- 2019: 2. Runde (1:3-Niederlage gegen  Gary Anderson)
- 2020: 1. Runde (1:3-Niederlage gegen  Jelle Klaasen)